# Радомир Чавић
Чавић Радомир (Хан-Кола код Бања Луке, 5. октобар 1942) је пензионисани генерал-мајор Војске Републике Српске.

## Биографија
Рођен је 5. октобра 1942. године у селу Хан-Кола, општина Бања Лука. Послије завршене основне школе у родном селу и Бањалуци, школовао се у Подофицирској школи, смјер оклопне јединице. Подофицирску школу је завршио 1961, а Војну академију копнене војске, смјер олклопне јединице 1966. године. Ожењен је и отац двоје дјеце. 

## Каријера у ЈНА
Службовао је у гарнизонима у Илирској Бистрици, Сомбору и Бањалуци. У чин потпоручника је произведен 1966. године. Последња дужност у ЈНА му је била на мјесту помоћника за позадину команданта Центра за обуку возача.  

## Каријера у ВРС
Од 15. маја 1992. године био је помоћник за позадину команданта бригаде; командант бригаде; командант тактичке групе; начелник Оперативно-наставног одјељења оперативне групе; помоћник за наставу и научно-истраживачки рад команданта Центра војних школа, а истовремено замјеник команданта. Послије рата је био командант Центра војних школа „Генерал Рајко Балаћ”. Чин генерал-мајора добио је 12.05.1998. године. 

## Одликовања
- Орден за војне заслуге са сребреним мачевима
- Орден Народне армије са сребреном звездом,
- Орден за војне заслуге са златним мачевима.[4] [2]